# Emil Lerperger
Emil Lerperger (geboren am 30. Dezember 1908 in Faistenau; gestorben am 1. März 1982 in Salzburg) war ein österreichischer Lyriker.

## Leben
Der aus einer Försterfamilie stammende Lerperger studierte Philosophie und Theologie in Salzburg. Während des Dritten Reiches konnte er auf dem Weg zur Hinrichtung vor der Gestapo fliehen und sich in den Wäldern des Salzburger Landes verstecken. Nach dem Zweiten Weltkrieg arbeitete er in der Fremdenverkehrsakademie in Kleßheim und lebte in Salzburg. 1954 erschien sein erster Gedichtband im Selbstverlag. Die Themen seiner an Georg Trakl erinnernden Lyrik sind immer wieder Einsamkeit und Apokalypse.

## Werke
- Begnadete Nacht. Salzburg 1954.
- Das Bildnis der Mutter. Salzburg 1961.
- Das Jenseits der Forelle. Bergland, Wien 1963.
- Die Salzach-Sibylle. München 1970.
- Glut aus Babylons Gärten. Wien 1978.